# Aftenland
Aftenland er en kortfilm fra 2003 instrueret af Thomas Bjerregaard Nielsen efter manuskript af Karina Dam og Thomas Bjerregaard Nielsen.